# Preben Boye
Preben Boye (født Preben Boye Nielsen 16. juli 1944 i København - 15. oktober 2014) var en dansk maler og billedhugger. Han var uddannet som ingeniør, men autodidakt som kunstner. Preben Boye voksede op i Island, men flyttede som helt ung til Danmark. Han tilbragte en del år i udlandet, blandt andet boede han otte år sammenlagt på Grønland, hvor han har været ansat som tegner hos Grønlands Geologiske Undersøgelser og Nationalmuseet. I sin ungdom var han primært kunstmaler, men senere blev han billedhugger. Han startede med at arbejde i granit, men blev i 1990 - 1992 oplært i bronzestøbning af Jørn Svendsen på Hollufgård. Preben Boye huggede og skar selv alle sine værker uden hjælp fra assistenter. De seneste år af sit liv boede han i det gamle mejeri i Torup ved Hundested.
Preben Boye foretrak at arbejde i granit og anvendte både den flammede røde halmstadsgranit og den sorte diabase til sine skulpturer. Han skiftede mellem jetbrændte flader og forskellige former for polering, som fremhævede hver enkelt stens naturlige struktur. Overfladen stod i nogle tilfælde helt rå som modspil til de små farvespil og andre polerede detaljer. Han har også arbejdet med at indlægge bladguld og dybrøde lakfarver. Bronzeskulpturerne støbte Preben Boye i bivoks, med en teknik, der betegnes ’cire perdue’ (af fransk 'tabt voks'). Denne teknik har været kendt siden antikken.   Han er krediteret for "et alsidigt formsprog, men tilbagevendende er en opadstræbende, søjleagtig form, som til tider har fragmenter af menneske- eller dyrekroppe."  Søjleformen er bl.a. inspireret af Constantin Brancusi og den islandske billedhugger Sigurjón Ólafsson.

## Værker
Preben Boyes 100 tons tunge granitskulptur 'Bro', som er den største sten, der er kommet til Danmark siden istiden, står opstillet foran Codanhus i København. Preben Boye er ligeledes kendt for at have fået rokkestenen på Bornholm til at rokke igen, efter at den pludselig havde lagt sig fast i de bornholmske klipper. Arbejdet hermed inspirerede ham til at skabe den store skulptur 'Stemningen' på Bispebjerg Kirkegård, som kan vippe og får ringe til at brede sig i vandet på en lille sø. Preben Boye har også skabt den store skulptur 'Corona' på torvet i Frederiksværk og den høje slanke skulptur 'Efter Jagten' foran posthuset i Frederiksværk samt stået for udsmykning på kirkegårdene i Melby og Vinderød.
Værker af Preben Boye findes tillige i udlandet som f.eks. Island, Sverige, Norge, Tyskland, Luxembourg og Argentina. Et særligt forhold havde han til Portugal, hvor han fik støbt mange af sine figurer i et lille bronzestøberi i de portugisiske bjerge. Før støbningen skulle Boye først forme bivoksen ned til mindste nøjagtige detalje. Herefter blev vokspladen indkapslet i en formmasse, der skulle udtørres helt, inden voksen blev smeltet ud af den og 1.430 °C varm bronze blev hældt ned i den. Når bronzen var stivnet og kold, kunne Preben Boye hakke og slibe i den.